# Humina
La humina és una de les fraccions components de l'humus junt a l'àcid húmic i l'àcid fúlvic. Tots aquests tres grups de substàncies es formen durant la putrefacció de la matèria vegetal (humificació). Tanmateix la humina, al contrari que els altres dos grups, no és ben soluble en solucions alcalines diluïdes cosa que es pot fer servir per separar-la de l'àcid húmic i fúlvic.